# Astrea
Astrea là một khu tự quản thuộc tỉnh Cesar, Colombia. Thủ phủ của khu tự quản Astrea đóng tại Astrea Khu tự quản Astrea có diện tích 580 ki lô mét vuông. Đến thời điểm ngày 28 tháng 5 năm 2005, khu tự quản Astrea có dân số 16323 người.